# Галецкий, Пётр Антонович
Пётр Анто́нович Галецкий (бел. Пётр Антонавіч Гале́цкі; 20 мая 1919 — 20 октября 1942) — Герой Советского Союза, партизан-подрывник. Участвовал в партизанском движении в Белоруссии. Состоял в партизанском отряде «Победа», который дислоцировался в Витебской области.

## Биография
Пётр Антонович Галецкий родился 20 мая 1919 года в деревне Майдан Толочинского района Витебской области. По национальности является белорусом.
Получил начальное образование. Подростком работал кучером председателя колхоза. Состоял в ВЛКСМ. В 18 лет назначен бригадиром в колхозе. В 1939 году был призван в Красную Армию.
Участвовал в Великой Отечественной войне с 1941 года. Учился в партизанской школе подрывников. В конце июля 1942 года Пётр Галецкий был зачислен бойцом партизанского отряда «Победа», под командованием Кочубея.
10 августа 1942 года отряд, в котором состоял Галецкий, перешёл линию фронта в районе Велиж — Усвяты на Смоленщине. В первом бою с 250-ю карателями 15 немцев из 20 убитых были на счету Петра Галецкого. Через некоторое время отряд разгромил гарнизоны в сёлах Упа и Погостище.
19 сентября 1942 года Галецкий участвовал в подрыве железной дороги Витебск — Смоленск, которая имела стратегическое значение для немцев. В результате операции был взорван специальный состав, который вёз на фронт немецких офицеров, а также генерала Отто фон Добшица. 1600 немцев было убито в ходе акции у станции Выдрея.
20 октября 1942 года группа подрывников, в которой Галецкий был минёром, вышла на перегон Выдрея — Крынки для подрыва железной дороги. Пропустив паровоз с балластом и немецкие патрули, Пётр с миной побежал к полотну. В это время из-за поворота вышел эшелон с 40 цистернами с горючим. Пётр, понимая, что времени на закладку мины нет, кинулся с ней под паровоз.
Указом Президиума Верховного Совета СССР от 8 мая 1965 года в канун 20-летия «Победы советского народа над фашистской Германией» «за особые заслуги в борьбе против немецко-фашистских захватчиков в тылу противника и проявленные при этом отвагу и геройство» Петру Антоновичу Галецкому посмертно было присвоено звание Героя Советского Союза.

## Награды и звания
Посмертно награждён орденом Ленина.

## Память
- Именем Галецкого названа Славенская школа в Толочинском районе Витебской области[1][2] (д. Ламинщина). Одна из экспозиций в школьном музее посвящена Герою.
- В 2006 году возле деревни Копти Витебского района Витебской области на территории Воинского мемориального комплекса имени Ленинского комсомола Галецкому установлен памятник[3].
- Поэт Марк Максимов посвятил балладу памяти П.А. Галецкого.

## Галерея
- Памятник П. А. Галецкому в аг. Копти
- Памятник П. А. Галецкому в аг. Копти